# MC 900 Ft. Jesus
MC 900 Ft. Jesus, pseudonimo di Mark Thomas Griffin (Kentucky, 1957), è un rapper statunitense.

## Biografia
Ha studiato presso la University of North Texas. Durante gli anni accademici, l'artista si esibisce con la rock band The Telefones, pionieri del genere punk americano. Ha, inoltre, collaborato con Engelbert Humperdinck. 
Nel 1990 Mark Griffin incide il suo primo lavoro in studio sotto lo pseudonimo di MC 900 Ft. Jesus.
L'anno seguente realizza Welcome to My Dream. L'album ottiene una certa notorietà grazie al singolo Falling Elevators, brano che viene utilizzato per una nota campagna pubblicitaria della Levi's. La canzone The City Sleeps è stata, inoltre, campionata dagli U2.
Il suo ultimo disco, One Step Ahead of the Spider, raggiunge la 25ª posizione nella prestigiosa lista edita da Billboard. Dall'album è stato realizzato un videoclip diretto da Spike Jonze.
Abbandona definitivamente il mondo musicale a metà degli anni Novanta. 

## Discografia
- 1990 - Hell with the Lid Off
- 1991 - Welcome to My Dream
- 1994 - One Step Ahead of the Spider